# Proisotoma mackenziana
Proisotoma mackenziana är en urinsektsart som beskrevs av Hammar 1952. Proisotoma mackenziana ingår i släktet Proisotoma och familjen Isotomidae. Inga underarter finns listade i Catalogue of Life.